# Discurria
Discurria is een geslacht van weekdieren uit de klasse van de Gastropoda (slakken).

## Soort
- Discurria insessa (Hinds, 1842)